# جيري بيرن (لاعب كرة قدم)
جيري بيرن (بالإنجليزية: Gerry Byrne)‏ هو لاعب كرة قدم بريطاني في مركز الوسط، ولد في 10 أبريل 1957 في غلاسكو في المملكة المتحدة. لعب مع كارديف سيتي.